# 灘山
灘山（なだやま）は、かつて兵庫県津名郡東浦町楠本及び同県津名郡淡路町楠本（現在は共に淡路市夢舞台）に存在していた標高160mの山である。

## 概要
大阪湾に面し、ウバメガシやヤマモモが群生する山であった。
戦後の高度経済成長期を契機に、大阪湾岸の海浜部は工業地帯や住宅地として大規模な埋め立てにより開発が進んだ。このうち大阪港ベイエリアや関西国際空港造成のための埋め立てに使われた土砂の採取地として灘山が選ばれ、大規模な土砂採取が行われた。土砂採取は1963年4月から1994年7月まで約31年間に渡って行われ、これにより灘山は消滅した。採取地の面積は139ha、採取土量は約1億m3に及んだ。土砂採取によって灘山地区は自然が失われ岩盤の露出する土地となり、当時は自然環境の保全・創造への重要性が世界規模で注目されていたことから、跡地は1990年に発表された「淡路公園島構想」に基づき、建設省、兵庫県、兵庫県企業庁によって、土砂採取で失われた自然を復元した上でジャパンフローラ2000の開催地として整備されたのち、会期終了後に「淡路島国際公園都市」を構成する淡路夢舞台や国営明石海峡公園淡路地区となった。